# Pégase (Jacopo de' Barbari)
Pour les articles homonymes, voir Pégase (homonymie).
Pégase est une gravure sur cuivre au burin de l'artiste de la Renaissance vénitienne Jacopo de' Barbari datant d'environ 1510-1515.

## Histoire
Le filigrane de l'épreuve conservée à la Bibliothèque nationale de France, un « P » gothique avec fleur, parait confirmer l'hypothèse d'une réalisation du temps où Jacopo de' Barbari est actif aux Pays-Bas.

## Analyse
Le Pégase de Jacopo de' Barbari offre une superbe représentation où l'animal divin parait suspendu dans son vol. Un rapprochement peut-être fait avec le dessin qu'Albrecht Dürer consacre à Nessos et Déjanire, peut-être durant son premier voyage à Venise (1495) : le Pégase de de' Barbari se présente dans une position semblable à celle du centaure de Dürer, dont il parait être une vue du profil opposé. Le burin des Dragons attaquant un centaure, que de' Barbari grave vers 1510 semble confirmer que l'artiste avait connaissance du dessin de Dürer. Le rendu naturaliste de l'anatomie du cheval de Barbari rappelle, de façon générale, les recherches menées par Dürer. Barbari se plait ainsi à rendre sensible le volume de sa croupe et de son ventre, le creux de ses reins, les tendons de ses jambes et les plis de son chanfrein.
Son Pégase n'en est pas moins empreint d'une délicatesse et d'une sérénité toutes classiques. Les similitudes évidentes, dans la position du cheval, avec le Belléphoron et Pégase de Nicoletto de Modène ont pu laisser penser que les deux graveurs avaient puisé à la même source, en l'occurrence les chevaux du groupe sculpté antique des Dioscures du Quirinal. 
Barbari se réfère également au Parnasse d'Andrea Mantegna, œuvre qui le marqua véritablement puisqu'il en tire aussi son estampe Mars et Vénus, et dont il reprend ici les amples ailes de son Pégase.